# Kin Ping Meh
Kin Ping Meh (ook wel KPM genoemd) was een Duitse rockband, die van 1970 tot 1977 optrad en in 2005 opnieuw werd opgericht.

## Geschiedenis
De band werd in 1970 te Mannheim opgericht door de amateurmuzikanten Werner Stephan (zang), Joachim Schäfer (gitaar, piano, zang), Fritz Schmitt (orgel, piano), Torsten Herzog (basgitaar) en Kalle Weber (drums). Op 15 september 1970 trad Kin Ping Meh voor het eerst op. Na een lange periode van liveoptredens en deelname aan talentenjachten werden ze ontdekt door een talentscout van Polydor. Schäfer werd vervangen door Willie Wagner (gitaar, mondharmonica, zang), waarna ze in de herfst van 1971 in de Windrose Studio hun gelijknamige debuutalbum opnamen. Dit album werd geproduceerd door Achim Reichel en Frank Dostal. De band trad in deze periode onder meer op met Uriah Heep.
Alan Joe Wroe (basgitaar), Uli Gross (gitaar) en Gagey Mrozeck (gitaar, voorheen van 2066 & Then) voegden zich bij de groep, terwijl Herzog en Wagner afscheid namen. In 1972 werd het tweede album, No. 2, uitgebracht en schreven ze muziek voor de musical Rausch en de televisieserie Sechs unter Millionen. Ze traden in Kiel op ter gelegenheid van het zeilevenement op de Olympische Zomerspelen in Kiel en toerden met Rory Gallagher en Golden Earring.
In mei 1973 verliet Stephan de band en hij werd op aanraden van Mrozeck vervangen door Geff Harrison (eveneens van 2066 & Then). Het album III werd in de zomer van 1973 opgenomen met een vrouwenkoortje en blazerssectie. Ze speelden toen met Deep Purple en Slade. In 1974 werd het album Virtues and Sins uitgegeven, met op de albumhoes een tekening van het Vrijheidsbeeld met ontbloot bovenlijf. Na het livealbum Concrete (1976) verliep hun contract bij Polydor. Harrison en Wroe verlieten de groep, waarna Kin Ping Meh bij Bellaphon Records tekende en het album Kin Ping Meh opnam. In 1977 werd de band opgeheven, maar in 2005 kwamen Harrison, Mrozeck, Wroe en Schmitt weer bijeen.

## Discografie
- Kin Ping Meh (1971)
- No. 2 (1972)
- III (1973)
- Virtues and Sins (1974)
- Concrete (1976, livealbum)
- Kin Ping Meh (1977)
- Hazy Age On Stage (1991, dubbelalbum met werk uit 1972/1973)
- Fairy Tales & Cryptic Chapters (1998, verzamelbox)

## Samenstelling
- Werner Stephan - zang
- Joachim Schäfer - gitaar, piano, zang
- Fritz Schmitt - orgel, piano
- Geff Harrison
- Gagey Mrozeck - gitaar
- Alan "Joe" Wroe - basgitaar

- Frieder Schmitt
- Torsten Herzog - basgitaar
- Kalle Weber - drums
- Willie Wagner
- Uli Gross - gitaar
- Chris Klober